# Hannes Wader singt Volkslieder
Hannes Wader singt Volkslieder ist ein Album des Liedermachers Hannes Wader aus dem Jahre 1990.

## Entstehung
Die Volksliederaufnahmen von Hannes Wader sind die Weiterführung der Auseinandersetzung des Liedermachers mit den Liedern des Volkes. Seine Auseinandersetzung mit derartigem Liedgut hatte schon 1974 mit dem Album Plattdeutsche Lieder begonnen. Die Alben Hannes Wader: Volkssänger (1975), Hannes Wader singt Arbeiterlieder (1977) und Hannes Wader singt Shanties (1978) sind ebenfalls als Ergebnis dieser Arbeit zu werten. 1990 knüpfte der Liedermacher mit Hannes Wader singt Volkslieder an diese Tradition nochmals an.
Seit der Produktion des Albums Liebeslieder (1986) hatte Hannes Wader kein Studio mehr betreten. Nach dem Album Nach Hamburg wurde dem Liedermacher von seiner Plattenfirma Pläne aus politischen Gründen gekündigt. Dieses Album erschien daher, genau wie sein vorheriges Nach Hamburg (1989) bei Mercury. Der Ärger mit den Plattenfirmen sollte aber auch danach nicht beendet sein und Wader wurde 1993 von Mercury gefeuert und landete 1994 wieder bei Pläne-ARIS.
Der Liedermacher arbeitete drei Jahre an diesem Album und dem dort veröffentlichten Hamburg-Liedzyklus, nachdem er seine politischen Aktivitäten zurückgeschraubt und sich weitgehend aus der Öffentlichkeit zurückgezogen hatte. Nach den weltpolitischen Änderungen, insbesondere der Regierung von Gorbatschow in der Sowjetunion brach Waders Weltbild endgültig zusammen. 1991 trat er schließlich aus der Deutschen Kommunistischen Partei aus, die zwölf Jahre seine politische Heimat war.

## Titelliste
1. Rosen im Dezember – 2:49
2. Bunt sind schon die Wälder – 2:07
3. Muß i denn zum Städtele hinaus – 3:08
4. Und in dem Schneegebirge – 2:07
5. Ich fahr dahin – 1:57
6. Innsbruck, ich muß Dich lassen – 3:36
7. Ännchen von Tharau – 3:08
8. Jetzt kommen die lustigen Tage – 2:05
9. Wenn alle Brünnlein fließen – 2:33
10. Morgen muß ich fort – 3:15
11. Kein Feuer, keine Kohle – 1:34
12. Als ich gestern einsam ging – 2:50
13. Drei Zigeuner – 3:39
14. Die Reise nach Jütland – 2:51
15. Ade zur guten Nacht – 2:56